# Cinkota
Cinkota egykor önálló település, ma Budapest egyik városrésze a XVI. kerületben.

## Fekvése
Budapesthez csatolása óta északnyugatról Árpádföld, nyugatról Rákosszentmihály, délnyugatról Mátyásföld (amihez ekkor csatolták hozzá a frissen átnevezett Petőfikertet) és Felsőrákos, délen pedig a XVII. kerület és a főváros határa határolja. Az utóbbi vonalában három önálló település a szomszédja: északon Csömör, északkeleten Kistarcsa, keleten pedig Nagytarcsa. Ezektől a településektől 2008 óta lényegében az M0-s autóút választja el.
Cinkota délkeleti részén található körülbelül az 1980-as évek eleje óta a Naplás-tó (ennek partján található a Cinkotai-kiserdő, ami még 1947-ben Mátyásföldhöz került, majd 2012 óta ismét Cinkota része), a Szabadföld úton pedig a cinkotai köztemető. Cinkotán belüli kisebb városrészek Újtelep (vagy Novatelep) és Ilonatelep.
Cinkota területén ered és folyik a Szilas-patakba a Caprera-patak.
A városrészt Budapest határa, a XVI–XVII. kerület határa, a Szilas-patak és a Budapesti út fogta közre, mígnem határait 2012-ben módosították. Azóta határvonala Budapest közigazgatási határa a Budapesti út vonalától, a XVI–XVII. kerület határa a X–XVI–XVII. kerületek hármashatárpontjáig, majd Forrásmajori dűlő, Zsemlékes út, Nógrádverőce utca, Sarjú út, Budapesti út és meghosszabbítása a főváros határáig.

### Közlekedés
Cinkota a 8-as, 9-es HÉV mellett fekszik. A városrész legfontosabb közútja a 3-as főút HÉV mentén futó budapesti bevezető szakasza, melyet itt Szabadföld útnak hívnak. A XVII. kerülettel a Cinkotai út köti össze. A Belvárostól 15 km távolságra helyezkedik el a városrész közlekedési csomópontja, a Szabadföld út, a Vidámvásár utca és az Ostoros út találkozásánál.

## Története
Első nevezetes eseményéről a Képes krónika is beszámol, ugyanis ezen a területen vonultak át és a közelben – néhány feltevés szerint Cinkotán és így itt esett el Ernyei ispán is – csaptak össze Salamon király és Béla király fiainak csapatai az 1074-es mogyoródi csatában. A hercegek serege Cinkota udvarháznál, majornál (Zimgota allodium) ütött tábort. A település legkorábbi, részben fennmaradt épülete is ebből az időszakból, a 11. századból származik: ez a századok során háromszor is átépített, a 18. század óta evangélikus felekezeti templom. Az e körüli régészeti feltárások alapján, bár nem sok leletanyag került felszínre, a kutatók azt feltételezik, hogy a 11. század közepén Cinkota jelentős település lehetett. Birtokközpont, amelynek egyik épületcsoportját gerendák közé döngölt földsánc vette körül. A prédium falu és a körülötte lévő földek birtokosa a király, vagy a királyi család valamelyik tagja is lehetett, ezért választhatták 1074-ben Géza és László hercegek a Salamon király elleni döntő ütközet előestéjén táborhelyüknek Cinkotát.
1259–1541 között IV. Béla király adományaként a nyúlszigeti apácák voltak többek között Cinkota birtokosai is, egészen a rend megszűnéséig. A falu ebben az időszakban virágzásnak indult. A 14. század elejére kiváltságos helyzetbe is került, az apácák egyik legjövedelmezőbb birtoka lett. 1319-ben adómentességet is kaptak rá. Szentmihály és Jenő falvak mellett az egész középkoron át a 14-15. századig jelentős településekké fejlődött.
A török idők megpróbáltatásait ha nehezen is, de túlélte Cinkota, adatai mind a két (török, magyar) „birtokló fél” kimutatásaiban szerepelnek. Lakosai adóztak és művelték, bérelték nem csupán „saját” településük, hanem a szomszédos területek földjeit is – ez egészen a 19. századig jellemző volt a helyi jobbágyságra, mivel máskülönben nem tudták volna biztosítani megélhetésüket. Időnként kis létszámban helyőrség is tartózkodott a területen, melyre a falu legmagasabb pontján a Törökház emlékeztet, amit a 17. századtól présházként használtak és emlegettek, alatta terjedelmes pincét alakítottak ki – a 20. században már mint lakóház hasznosították (Rózsalevél u. 68/B).
A legnagyobb pusztulást a tizenöt éves háború okozta, ekkor a falu szinte teljesen elnéptelenedett. Miután Habsburg Rudolf törvényt hozott arról, hogy a hűbérúr nélküli területek felett szabadon rendelkezik, Cinkota tulajdonjogát is magához vonta. Ez után – már II. Mátyás uralkodása alatt –, Forgách Zsigmond 1619. március 13-án kelt adományozási okiratával került Cinkota a felső-magyarországi legrégebbi családok egyikének leszármazottjához, Beniczky Ferenc, aranysarkantyús vitéz, a király váci erődjének főkapitányának tulajdonába szolgálataiért, majd 1623-ban Zsámbokot is megkapta (később ez lett a család helyi központja). Egy 1633-ból származó levél őrzi elsőként a település nevét Czinkotaként s említi Beniczkit is (ekkor még i-vel) földesúrként. Azonban hivatalos okmányokon a családot a terület hűbéruraként csupán 1650–1660-ban (egy határvita kapcsán Szent Mihállyal) tüntették fel, amikor már Beniczky Tamás, Zólyom vármegye alispánja igazgatta a területet. 1683-ban már jelentős adózóként jegyezték, a jobbágyság földdel (egy magyar holdnyi területtel) és állatállománnyal rendelkezett. Feltehetően a törökök kivonulása kapcsán újra elnéptelenedett a vidék, de az őslakosok és az ekkor már jelen levő új telepesek ragaszkodtak földjükhöz és az 1700-as évek elején ismét visszaszivárogtak, az után is, hogy a Rákóczi-szabadságharc alatt Cinkota harcmezővé vált. Ezekben az időkben a jobbágyság helyzete egészen 1848-ig igen sanyarú volt, nehezen tartották fenn magukat, hiszen a művelendő területeket az akkori szokásoknak megfelelően évről-évre újraosztották, ráadásul a földesúrnak Cinkota csupán periférikus területe volt, így számos viszontagságnak voltak kitéve. Később, az 1730-as években a szintén Beniczky Tamás nevű (druszája unokaöccse és Beniczky Ferenc ükunokája) építtette fel az 1945 után elpusztult cinkotai Beniczky-kúriát is és apjával, Lászlóval kezdve a korábban református, magyar falut szlovák ajkú evangélikusokkal telepítették be a család micsnyei birtokairól. Ezzel részben stabilabbá vált az ekkor pusztaként számon tartott helység helyzete, a betelepülök pedig esélyt kaptak vallásuk gyakorlására. Akkoriban ugyanis a jobbágyságnak a hűbérúr vallását kellett gyakorolni, és bár a Beniczky család észak-magyarországi ága áttért az evangélikus vallásra, de Micsnyén megtartották katolikus hitüket, s így a távoli birtokon – kezdetben még nem ott lakva –, az ellenreformáció idején és ellenére megtűrték a más vallású gyülekezetet, ami így megerősödve az 1720-as évekre a környék evangélikus vallási központjává vált.

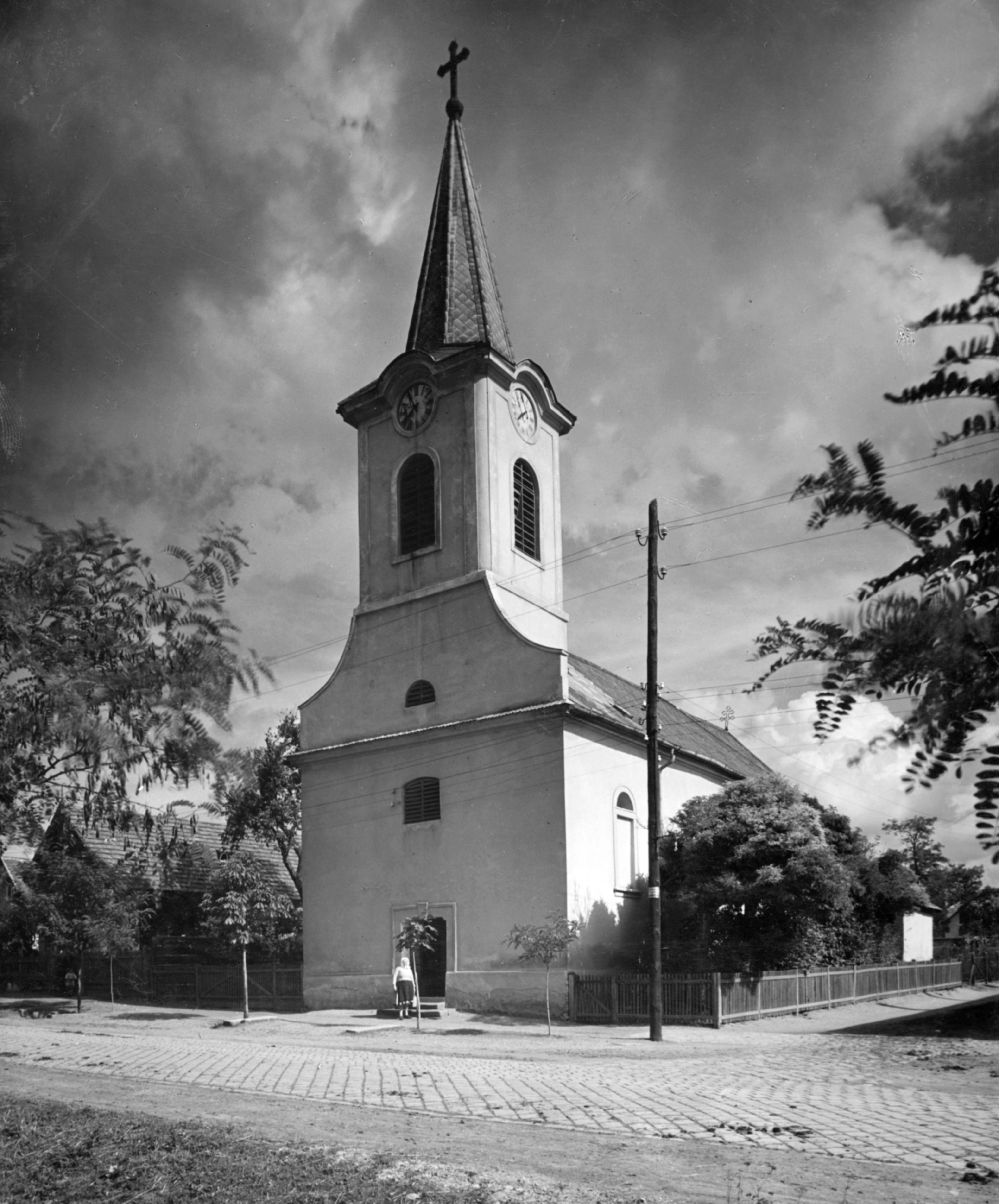
Az 1747-ben épült Mária Magdolna templom 1954-ben

Bár az 1700-as évek folyamán a lakosság száma egyre nőtt, a faluszerkezet gyakorlatilag állandó maradt, a megművelhető területekből nem juttatott erre a célra a földesúr, ezért a telkek az öröklésekkel leginkább osztódtak. Pest közelsége miatt a mezőgazdasági termelés fokozódott az állattartás rovására, hiszen a szabad legeltetésre használható területeket egyre inkább a kukorica, dohány, kender, len, komló, kobakosok és hüvelyesek termelésére vették igénybe, de fellendült a gyümölcs-, szőlőtermesztés is. Cinkotán az uraság és a jobbágyság gyümölcsöse mellett közösségi kertet is fenntartottak, ami bevételéből közösségi kiadásokat, kántort, papot, tanítót fizettek. A terület később hírhedt erdeit csupán a 19. században telepítették, kivéve az 1700-as évek végén létesített pagonyt, ami a 20. századtól Cinkotai-kiserdő néven ismert. A 18. században újra fellángoltak a határviták is a harcok után újraéledő vidéken, ezúttal azonban a Beniczkyek Csömör-Szent Mihály birtokosain túl Pest városával is perben álltak. Sőt, a korábbi apácák birtokossága nyomán az újjáalakuló Domonkos-rend is igényt tartott volna a területre. A helyzetet bonyolította, hogy Beniczky László 1717-es halála után öröklési per is folyt fiai, Tamás, Ferenc és Péter között, melyben előbbi került ki győztesen és lett Cinkota ura, és árendása negyven évre. Ő építtette a kastély (melyet a népnyelvben Hradekként emlegettek és amihez allódium, kert és üvegház is tartozott) mellett 1747-ben a Mária Magdolna tiszteletére fölszentelt katolikus templomot, mellyel kapcsolatban egy a földesurat figurázó, de alappal nemigen bíró legenda is fennmaradt, vélelmezhetően a jobbágyság nehéz sora miatt, amiről számos panaszlevél tanúskodik. A tized és kilenced fizetése mellett jelentős egyéb kötelezettségeknek – például robot – is meg kellett felelniük és az évenkénti földosztás is fennmaradt még hosszú ideig, Mária Terézia királynő urbáriuma ellenére is. De a családi (utódlások) és egyéb helyi (mint az evangélikus egyházzal és jobbágyokkal folytatott „rétpör”-ök) területviták is, még sokáig befolyásolták a helyi viszonyokat. A falu ugyanakkor sikeresen védekezett az országosan a század elejétől, 1739-ben pedig legsúlyosabban dúló pestisjárvánnyal szemben.

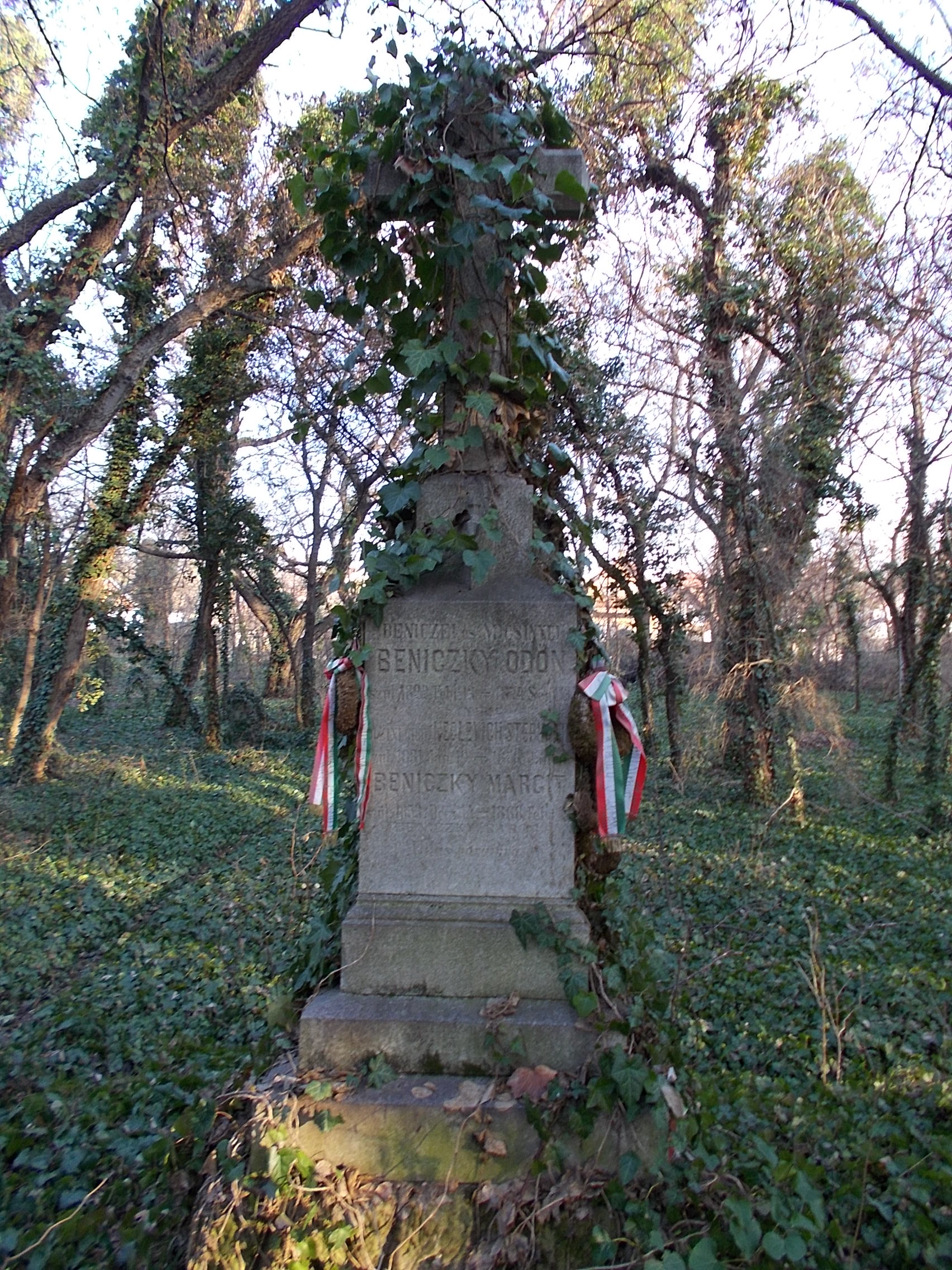
Beniczky Ödön, felesége és elsőszülött fia és lánya síremléke a cinkotai „régi temetőben”

Az 1800-as években némi stabilitást hozott, hogy a század elején újra egy kézbe került a cinkotai birtok irányítása (addig volt, hogy akár nyolcan is bírták), nevezetesen a fiatal Beniczky Ádám javára. Ezt követően a század közepére fokozatosan birtokába kerültek a területek, miközben a család egységesítésén és egy dinasztia-központ kiépítésén fáradozott. Eben az időszakban látogatta meg többször is a Georgina utca 22. szám alatt lakó nagybátyját, Hrúz Ádám asztalos- és bognármestert Petőfi Sándor (ennek emlékét két emléktábla is őrzi, a régi ház helyén álló épületen egy 1964-es és a Batthyány Ilona Általános Iskola gyűjteményében az 1923-as eredeti). Eközben 1822–1847–1859 között egy újabb per, majd annak rendezése zajlott a jobbágyok továbbra is változatlan rossz helyzete miatt. Ezt Beniczky Ádám 1843-as halálát követően örököse, Beniczky Jenő Ödön folytatta le, miközben végigsöpört az országon az 1848–49-es forradalom és szabadságharc is. Aulich Lajos 1849. április 24-én a Cinkotai Evangélikus Egyházközség lelkészlakásának udvarán toborozta csapatait a tavaszi hadjárathoz, a katonák innen indultak Pestre, majd onnan Buda visszavételére. Emlékét márványtábla őrzi, amelyet annak idején a régi parókia falán helyeztek el. Az új lelkészlakás megépítése után az emléktáblát az udvaron álló több száz éves akácfára erősítették. 2010. április 18-án a hatodik alkalommal megrendezett Czinkotai csetepaté (hadijáték és bemutató) keretében került a Terényi István presbiter, festőművész tervei alapján – önkéntes felajánlásból –, a gyülekezet tagjai által térítés nélkül elkészített szabadságharcos-emlékműre. A szabadságharc következtében a hűbéri rendszert felszámolták és a jobbágyok tulajdonnal rendelkező, szabad emberek lettek, de azt is el kellett sajátítaniuk az önálló döntéshozatal feladatait és felelősségeit. Ezt követően a felmérések – bemondás – alapján 1855 májusában 48 „egész” (hiszen ezek többfelé öröklődtek) jobbágy- és 40 zsellértelek volt (immár földesúri robot, ajándék és adókötelezettség nélkül).
Cinkota eleinte a Váci, annak feldarabolása után pedig a Váci alsó járáshoz tartozott (ezt később Gödöllői járásnak nevezték). 1862-ig falu, majd község volt. 1872-től önálló nagyközség lett. 1936. május 1-jétől 1950-es Budapesthez csatolásáig a Központi járásba sorolták át. A település közigazgatása az 1850-es évek végétől, majd az 1867-es kiegyezés után, fokozatosan alakult ki. A jogokat és feladatokat az 1886. évi XXI. törvénycikk rendezte. Területe ekkor 4075 hold volt (ebből vált ki 1923-ban Sashalom 563 holddal, míg Rákosszentmihálytól 1927-ben idecsatolták Árpádtelepet 174 holddal, majd 1933-ban különvált Mátyásföld is, végül ez utóbbihoz csatlakozott a 19. században a tőszomszédságában alakult Petőfikert). Ebből 2500 hold maradt (benne a Laczkó-, Forrás- és Lucska-majorral) a Beniczky család birtokában az összes földművelő eszközzel és állatállománnyal, és megközelítőleg 1350 hold jutott az „új tulajdonosoknak” – ebben 90 volt jobbágy kapott (telkeik nagysága után) 6–26 hold nagyságú, a zsellérek pedig összesen 16 holdnyi földet –, illetve a közösségi legelő, kavics- és agyagbánya, tó, kocsma és kovácsműhely kezdetben a gazdaközösség, majd a község tulajdonába került. Ez utóbbiakért és a szolgáltatások elmaradásáért Beniczky Ödönnek 30 600 forintnyi kárpótlást ítéltek meg, amiből lehetősége volt a tulajdonában maradt területek elavult termelési szerkezetének átalakítására.
A 19. század második felében a termelés átalakult. A majorokon a Beniczkyek az addigi nagy mennyiségű gabonatermelésről az állattenyésztésre tértek át, búzát és zabot csak saját szükségleteikre termeltek. Ehhez a felszabadult jobbágyság helyett bérmunkásokra, azoknak pedig helyben lakásra volt szükségük, így az építőipar is fellendült. Eközben a nagyobb földbirtokkal rendelkező jobbágyok, akik így előnyösebben tudtak gazdálkodni, felvásárolták a kisebb földdel rendelkezők területeit, terményeiket maguk értékesítették a piacokon. A vagyontalanokká válók közül pedig sokan a majorokba szerződtek cselédnek vagy napszámosnak, vagy kénytelenek voltak máshol, elsősorban a fővárosban és közlekedési cégeknél munkát vállalni. Ebben az időszakban nagy pusztítást végeztek a legkülönbözőbb járványok (csupán az 1866-os kolerajárványban a legszigorúbb zárlat ellenére 130-an haltak meg, de az állatbetegségek sem kerülték el a községet). 1874-es halála után Beniczky Ödön örököse fia, Gábor lett, de a gazdaságot még 1878-ban bekövetkezett haláláig özvegye, gróf Keglevich Stefánia vezette tovább. A köznép körében is nagy népszerűségnek örvendett segítőkészsége, árvák iránti érzékenysége miatt.

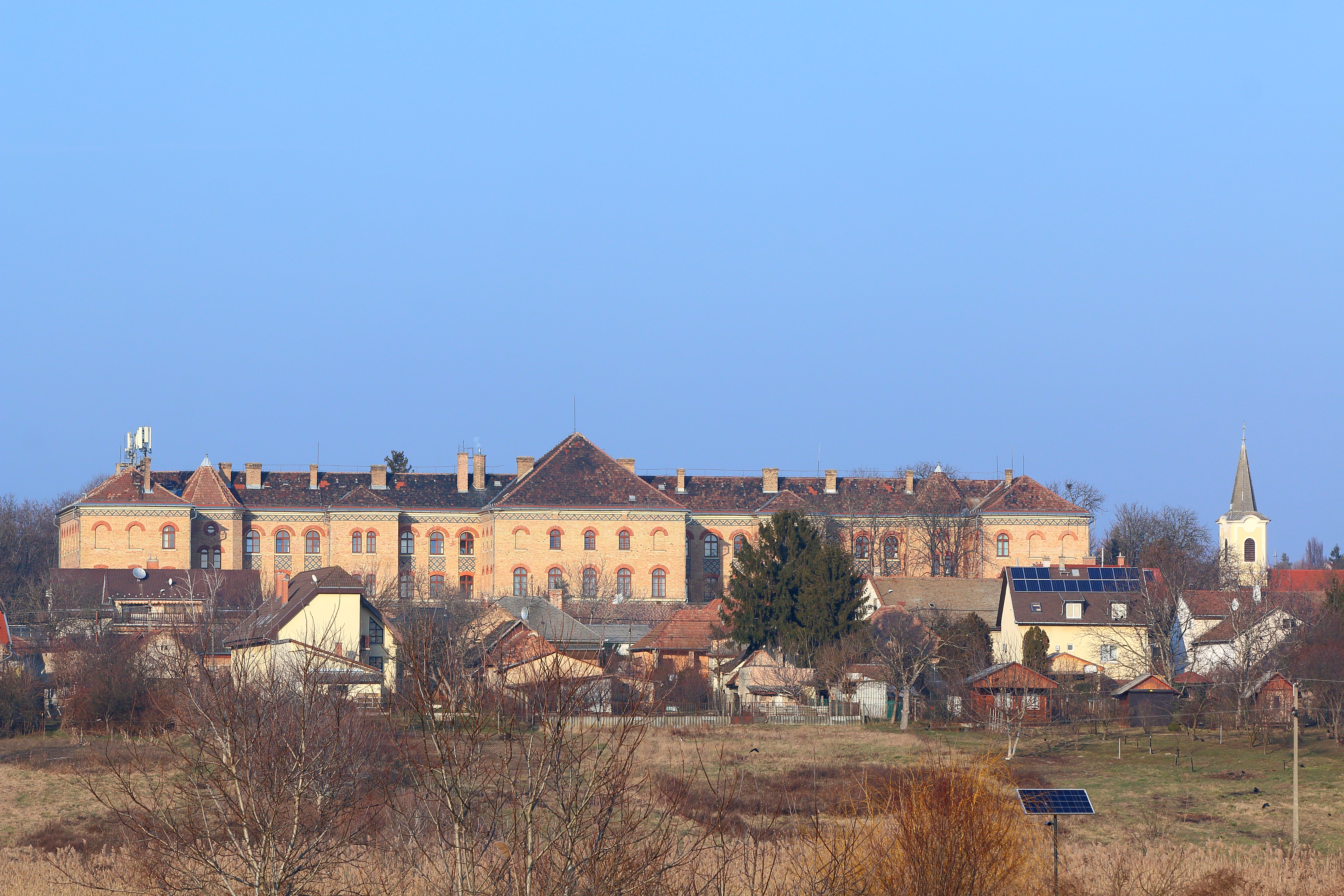
Az 1906-ban Batthyány Ilona által építtetett, későbbi Szerb Antal Gimnázium épülete 2020-ban Mátyásföldről

Beniczky Gábor 1879-ben feleségül vette Batthyány Ilona grófnőt, aki Batthyány Lajos gróf lánya, korábban pedig Keglevich Béláné volt (azaz Keglevich Stefánia sógornője). Mivel nem sikerült semmissé nyilváníttatni előző házasságát, mindketten áttértek az unitárius hitre, amivel nem kis megrökönyödést keltettek. Törést az életükben közös lányuk, az akkor 3 éves Lea halála okozott. Beniczky Gábor számos jelentős tisztséget ellátott (gróf Andrássy Aladárral megalapította a központi tejcsarnokot és a tejszövetkezet működésében is szerepet vállalt, mintagazdaságokat vezetett, örökös főrendiházi taggá nevezték ki, az Országos Magyar Gazdasági Egyesületnek igazgató-választmányi tagja, a Pestmegyei gazdasági egyesületnek elnöke, az Országos Magyar Gazdasági Egyesület aktív tagja, több jelentős rendezvény kitalálója és rendezője, illetve egyik kezdeményezője volt Károlyi Sándor gróffal a kisebb birtokok védelmére és támogatására létesített Pestvármegyei hitelszövetkezeteknek is). Szenvedélyes lovas volt, versenyszerűen lovagolt, saját tenyésztésű lovai közül sokat vásárolt a walesi herceg és elnöke volt a Magyar Tattersall egyesületnek is. Az 1890-es évek elején feleségéről elnevezve létrehozta Ilonatelepet abban a reményben, hogy a Csömör—Kerepes felé létesített vasút érinteni fogja, azonban a századfordulón megnyitott ág útvonalát 1897-ben Capréra-fürdő és Árpád-telep felé irányították, és csupán 1911-ben teljesült az eredeti szándék, mikor is a  kerepesi helyiérdekű vasút Gödöllőig történő meghosszabbításakor átvágták a meredeknek bizonyult domboldalt. Egy 1893 év végi baleset után januárban lemondott az egy évtizeden át sikerrel vitt lótenyésztési szakosztály elnöki pozíciójáról, majd Máramarosszigeten 1894 júliusában öngyilkos lett. Mivel egyetlen leányuk meghalt, 1892-es végrendeletében a Beniczky-birtokok örököséül a szokásjogok szerint a család nagykorú férfiági leszármazottait jelölte meg: testvérét, Gézát – aki az ekkor még kiskorú gyermekei, István és Mária javára lemondott örökségéről –, és unokatestvérét, ifjabb Beniczky Ferencet (Beniczky Ferenc fiát), felesége haszonélvezetével és meghagyva rendelkezését a kastély, annak parkja és kislányuk ottani sírjának örökös gondozására. Batthyány Ilona ettől kezdve az előkelő társadalmi eseményektől visszavonultan élt (édesanyja 1888-as halálát követően jelentős magánvagyonnal rendelkezett, később, 1916-ban pedig öccsétől, Elemér gróftól megvette az ő hagyaték részét képező Dákát – ahol élete vége fele egyre többet tartózkodott – és egyéb ingatlanait is). Az 1894 utáni időszakban – Beniczky Gábor végakaratának is eleget téve – iskolát építtetett a Magyar Gazdaasszonyok Országos Egyesülete árvaháza és elemi iskolája részére (a Szerb Antal Gimnázium épülete) cinkotai lakhelye, az ekkor már Beniczky–Batthyány-kastély – ami a második világháborút követően teljesen elpusztult – mellé, illetve szerepe volt Cinkota-Mátyásföld parcellázásában is. Azonban, mivel nem akarta átadni a Beniczky-örökségeket, újra előtérbe kerültek a családi területviták, csupán a két fiú, Ferenc (1968–1906) és István (1883–1909) halálát követően két évvel született megegyezés közte és Pejachevich Márkné született Beniczky Mária között. E szerint a Szilas-pataktól keletre eső, nagyságrendileg 600 hold a tulajdonába került, amiért a nyugati oldalon levő 1500 hold nagyságú területek – benne a későbbi Sashalom és Mátyásföld – haszonélvezeti jogáról lemondott.
A Mátyás király idejét idéző „czinkotai nagy iccze” mondáját a 19. században a helyi kocsma, majd a telepek népszerűsítésére használtak. Ugyanis Cinkota egykori határának a Szilas-patakon túl, Budapest felé felé eső részén a 19–20. századok fordulóján kiterjedt parcellázások nyomán nagy üdülőtelepek alakultak ki. Ezeknek hamarosan jelentős számú állandó lakója is lett, főleg Budapestről történt kitelepülés folytán. A Budapesthez közelebbi Sashalom 1923-ban, a Szilas-pataktól délnyugatra fekvő Mátyásföld pedig 1933-ban alakult önálló községgé Cinkotától elszakadva. Ugyanakkor pedig 1926-ban Árpád- és Anna-telepet (nevük 1935-től Árpádföld) Rákosszentmihálytól, saját kérésükre, ehhez a községhez csatolták. Az 1930-as években Cinkota határa 3687 hold volt, aminek ekkor az ⅓-a képezte Beniczky-örökösök tulajdonát.
1950. január 1-jével a települést Budapesthez csatolták a XVI. kerület részeként.

## A városrész főbb intézményei

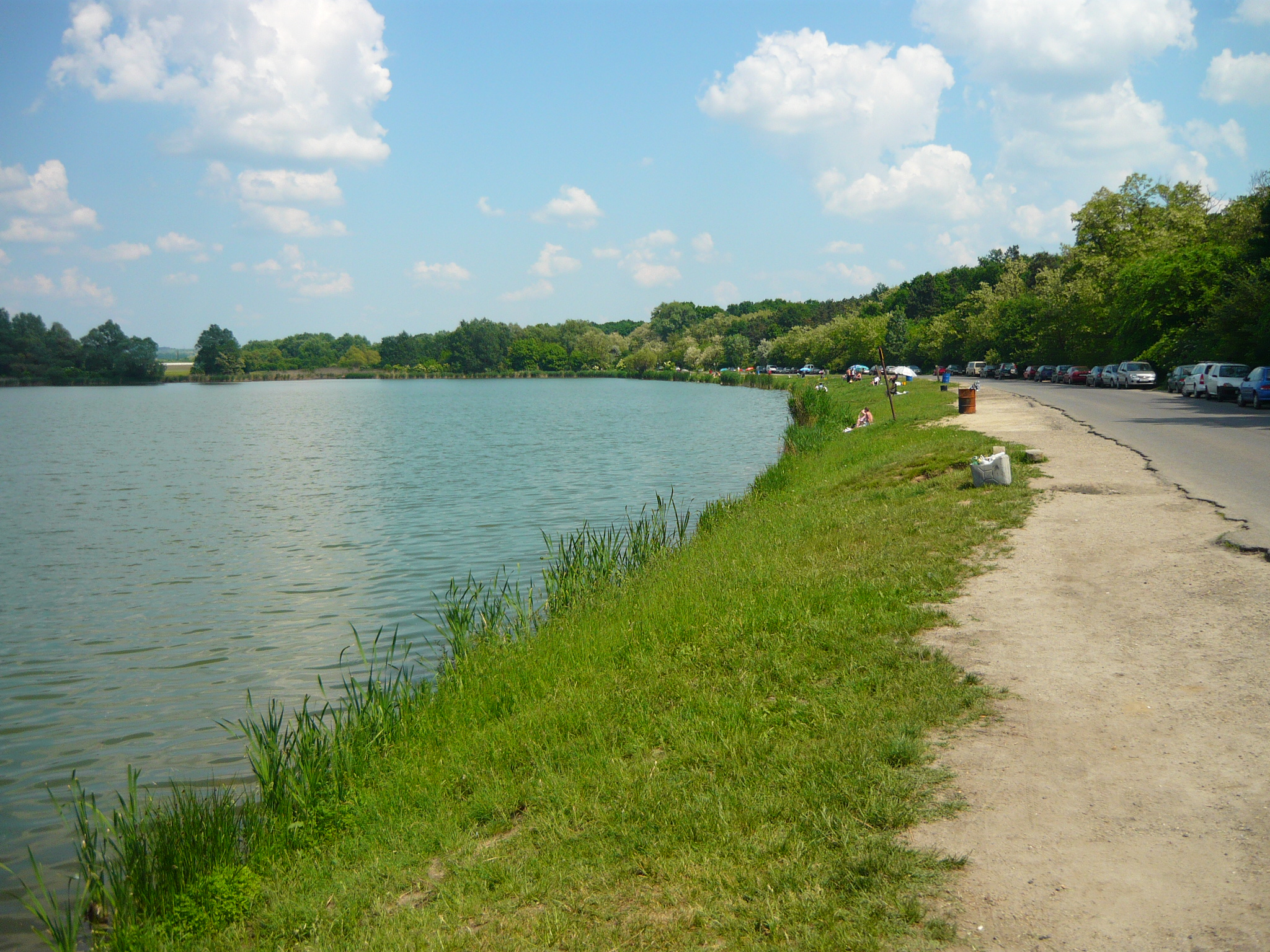
A Naplás-tó partja a területrendezés előtt, 2011 nyarán

Cinkotán található közoktatási intézmények a Szerb Antal Gimnázium, a Batthyány Ilona Általános Iskola, ez utóbbi épületében a Budakalász Gimnázium Cinkotai tagintézménye, valamint a Göllesz Viktor Óvoda, Általános Iskola, Előkészítő Szakiskola és Egységes Gyógypedagógiai Módszertani Intézmény.
2004 júniusa óta, néprajzi gyűjteményként is működik a Batthyány Ilona utcában a Cinkotai Tájház.
Önkormányzati fenntartásban működik több játszótér is. Ilyen a Felsőmalom utcai és a Batthyány Ilona utcai játszótér is, akárcsak a Zugó-patak játszótér. Ez utóbbi a Szilas-patak mentén, az esővíz kiegyenlítő tározónál található kertépítészeti létesítmény, ami csak gyalogosan és kerékpárral közelíthető meg.

## Főbb közterületek
- Szabadföld út
- Batthyány Ilona utca
- Gazdaság út
- Magtár u.
- Vidámvásár u.
- Vidámverseny u. (a két utóbbi 1954-ben, akkoriban bemutatott szovjet filmekről (!) kapta a nevét)

## Itt születtek, itt éltek
- Itt működött evangélikus lelkészként 1780—1782 között Wallaszky Pál, az első rendszeres magyar irodalomtörténet írója, akit Berzsenyi Dániel „a nemzeti Betsűlet szerentsés védőjének” nevezett.[45][46]
- Itt élt 1826-tól 1833-ig lelkészként Petényi Salamon János, a magyar madártan megalapítója. A Magyar Ornitológusok Szövetsége 1931. január 15-én avatta emléktábláját a Batthyány Ilona (Kultúrház) utca 51-53. alatti evangélikus gyülekezeti ház falán.[45][46]
- Petőfi Sándor ide költöztette szüleit 1846 októberében, előtte, 1845 szeptemberében itt írta meg Felhő és csillag című költeményét nagybátyja, Hrúz Ádám cinkotai házában.[46]
- Itt született 1900. március 27-én Dr. Farkas Zoltán szobrász és ügyvéd (apja Farkas Márton cinkotai orvos, 1905-től a Báthory utcai vízgyógyintézet tulajdonosa[47][48]), aki Giorgio Perlasca legszorosabb munkatársa, jogtanácsosa volt.[49][50]
- Itt született Rökk Ede háromszoros válogatott labdarúgó 1911. szeptember 1-én. Édesapja, Rökk Ede építőanyag kereskedést tartott fönn 1924-ig.[51][52]
- Itt született Szentpéteri Gabriella, Rákosi Miklósné – gyógyszerész, növényanatómus 1927. augusztus 3-án.

## Érdekességek
Több látványosság mellett Cinkota is bekerült Bartos Erika Brúnó Budapesten sorozatának 2019 áprilisában megjelent negyedik, Pest fényei lépésről lépésre című kötetébe – amely Pest külső részeit mutatja be mesében és rajzokon.